# Caxemira

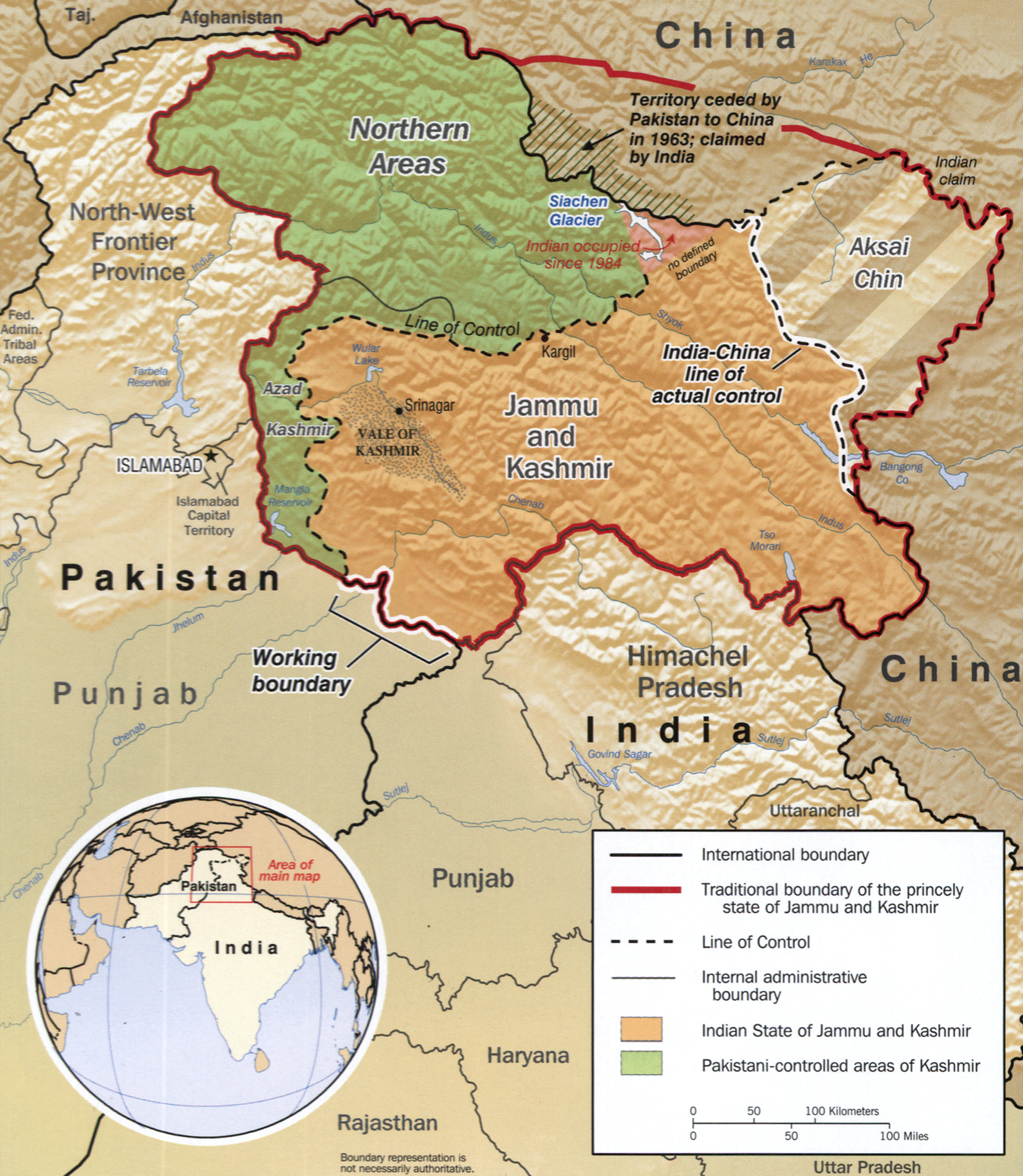
Mapa mostrando os territórios disputados: verde: Caxemira Livre e Territórios do Norte, sob controle do Paquistão; marrom-escuro: Jamu e Caxemira, sob controle da Índia; Aksai Chin, sob ocupação da China.

 A Caxemira é uma região do norte do subcontinente indiano, hoje dividida entre a Índia, o Paquistão e a China. O termo "Caxemira" descrevia historicamente o vale ao sul da parte mais ocidental do Himalaia. Atualmente, o termo "Caxemira" politicamente descreve uma área muito maior, que inclui as regiões de Jamu, Caxemira e Ladaque.
O nome da região é também sinónimo de material têxtil de alta qualidade, devido à lã de caxemira, produzida a partir das cabras nativas dessa região.

## Etimologia
A denominação da região, em algumas das línguas dos povos que a habitam, escreve-se کٔشِیر em língua caxemira, کشمیر em balti, कश्मीर em dogri e كھسىمڭر em uigur. O Nilamata Purana descreve a origem do vale das águas, um fato corroborado por proeminentes geólogos, e mostra como o próprio nome da terra foi derivado do processo de dessecação - Ka significa "água" e Shimir significa "dessecar". Assim, Caxemira significa "uma terra dessecada da água". Há também uma teoria que leva Caxemira a ser uma contração de Kashyap-mira ou Kashyapmir ou Kashyapmeru, o "Mar ou Montanha de Kashyapa", o sábio que se acredita ter drenado as águas do lago Satisar primordial, que Caxemira foi antes de ser recuperado. O Nilamata Purana dá o nome Kashmira ao (Caxemira Valley inclui o Lago Wular) "Mira", que significa o lago do mar ou a montanha de Sábio Kashyapa. Mira em sânscrito significa oceano ou fronteira, considerando-a como uma encarnação de Uma e é a Caxemira que o mundo conhece hoje. Os Caxemira, no entanto, chamam-no de 'Kashir', que foi derivado foneticamente de Caxemira. Os gregos chamavam-no de 'Kashyapa-pura', que foi identificado com Kaspapyros de Hecataeus (apud Stephanus de Byzantium) e Kaspatyros de Herodotus (3.102, 4.44). Caxemira também é acreditado para ser o país significado por Ptolemy 'Kaspeiria': 'Caxemira' é uma ortografia arcaica da atual Caxemira e, em alguns países, ainda é escrita dessa maneira. Uma tribo de origem semítica, chamada 'Kash' (que significa uma barra profunda, no dialeto nativo), acredita-se ter fundado as cidades de Caxã e Kashgar, para não ser confundido com a tribo de Kashyapi de Caspian. Terra e pessoas eram conhecidas como 'Kashir', das quais 'Cachemira' também era derivado daí. Foi chamado "Kaspeiria" pela Grécia Antiga. Em literatura clássica, Herodotus chama-o "Kaspatyrol". Tibet ans chamado Khachal, que significa "neve e montanha". É, e tem sido, uma terra de rio s, lago s e flores silvestres s. O Rio Jhelum corre todo o comprimento do vale.

## Disputas pelo território

### Tensões constantes
Atualmente localizada no norte do subcontinente indiano, a Caxemira é disputada pela Índia e pelo Paquistão, desde o fim da colonização britânica. As tensões na região têm início com a guerra de independência, em 1947, que resulta no nascimento dos dois Estados - a Índia, de maioria hindu, e o Paquistão, de maioria muçulmana. Segundo uma resolução da ONU datada de 1947, a população local deveria decidir a situação política da Caxemira por meio de um plebiscito acerca da independência do território. Tal plebiscito, porém, nunca aconteceu, e a Caxemira foi incorporada à Índia, o que contrariou as pretensões do Paquistão e da população local - de maioria muçulmana - e levou à guerra de 1947 a 1948. O conflito termina com a divisão da Caxemira: cerca de um terço fica com o Paquistão (Caxemira Livre e Territórios do Norte, hoje denominados Gilgit-Baltistão) e o restante com a Índia.
Em 1962, a República Popular da China conquista um trecho de Jamu e Caxemira (Aksai Chin). No ano seguinte, o Paquistão cede aos chineses uma faixa dos Territórios do Norte. Um novo conflito, em 1965, não traz modificações territoriais. Já nos anos 1980, guerrilheiros separatistas passam a atuar na Caxemira indiana e mais de 25 mil pessoas morreram desde então. A Índia acusa o governo paquistanês de apoiar os guerrilheiros - favoráveis à unificação com o Paquistão - e intensifica a repressão. A situação da área continua tensa, pois além do conflito com o Paquistão, existe atualmente um forte movimento pró-independência na Caxemira.

### Década de 1990
O conflito serve como justificativa para a militarização da fronteira e para a corrida armamentista. Índia e Paquistão realizam testes nucleares em 1998 e, em abril de 1999, experimentam mísseis balísticos capazes de levar ogivas atômicas, rompendo acordo assinado meses antes. Os dois países chegam à beira da guerra total. O primeiro-ministro ultranacionalista da Índia, Atal Vajpayee, ordena um pesado contra-ataque, que expulsa os separatistas em julho. A derrota paquistanesa leva a um golpe militar, liderado pelo general Pervez Musharraf, que depõe o primeiro-ministro paquistanês, Nawaz Sharif. Índia e Paquistão travaram na Caxemira, em 1999, um confronto que se estendeu de 3 de maio a 26 de julho daquele ano, resultando em vitória indiana e em um saldo ambíguo de mortos, visto que os dois lados do conflito clamam por diferentes quantidade de mortos.

### Terrorismo
Uma onda de explosões mata dezenas de civis nas maiores cidades paquistanesas, entre o final de 1999 e o primeiro semestre de 2000. Fracassam negociações de paz entre o governo da Índia e os separatistas muçulmanos da Caxemira em julho de 2000. Os combates recomeçam, assim como as ações terroristas nos territórios do Paquistão e da Índia. Em agosto de 2000, o Hizbul Mujahidine, principal grupo separatista muçulmano na Caxemira, anuncia uma trégua unilateral. A Índia suspende operações militares na Caxemira, pela primeira vez em 11 anos. As negociações fracassam diante da recusa da Índia em admitir o Paquistão na negociação de paz.

## Demografia
O censo de 1901 da Índia Britânica revelou que os muçulmanos constituíam 74,16% da população total do Estado principesco de Caxemira e Jamu, frente a 23,72% de hindus e 1,21% de budistas. Os hindus encontravam-se principalmente em Jamu, onde formavam pouco menos de 80% da população. No vale de Caxemira, os muçulmanos contavam 93,6% da população e os hindus, 5,24%. Tais percentuais mantiveram-se relativamente inalterados nos últimos 100 anos. Cerca de 40 anos depois, o censo de 1941 da Índia Britânica indicou que os muçulmanos formavam 93,6% da população do vale de Caxemira e os hindus, 4%. Em 2003, o percentual de muçulmanos no vale de Caxemira era de 95% e o de hindus, de 4%: No mesmo ano, em Jamu, a percentagem de hindus totalizava 66% e a de muçulmanos, 30%.
Segundo o censo de 1901, a população total do Estado principesco de Caxemira e Jamu era de 2 905 578 habitantes, dos quais 2 154 695 eram muçulmanos (74,16%); 689 073, hindus (23,72%); 25 828, siques e 35 047, budistas. No vale de Caxemira, a população contava 1 157 394 habitantes, dos quais 1 083 766 muçulmanos (93,6%) e 60 641 hindus. Conforme o censo de 2001 da Índia, a população total do estado indiano de Jamu e Caxemira era de 10 143 700 habitantes, dos quais 6 793 240 eram muçulmanos (66,97%); 3 005 349, hindus (29,63%); 207 154, siques; e 113 787, budistas.